# Philadelphia Eagles
I Philadelphia Eagles sono una squadra di football americano della National Football League con sede a Filadelfia. Competono nella East Division della National Football Conference. 
La squadra fu fondata nel 1933 da una società guidata da Bert Bell (che sarebbe in seguito diventato commissario della NFL) e prese il nome ispirandosi alla Blue Eagle, il simbolo del New Deal, il programma di rilancio economico statunitense varato in quegli anni dal presidente Roosevelt. Hanno vinto tre titoli NFL (nel 1948, 1949 e 1960) e partecipato a cinque Super Bowl perdendo i primi due (il Super Bowl XV nella stagione 1980 contro gli Oakland Raiders ed il Super Bowl XXXIX nella stagione 2004 contro i New England Patriots), vincendo il Super Bowl LII nel 2018 di nuovo contro i Patriots e il Super Bowl LIX nel 2025 contro i Kansas City Chiefs.
Dal 1996 i colori principali delle divise sono la tonalità di verde denominata midnight green, l'argento e il bianco. La grafica del casco rappresenta un'ala bianca su sfondo verde.
Al 2024, secondo la rivista Forbes, il valore degli Eagles è di circa 6,6 miliardi di dollari, ottavi tra le franchigie della NFL.

## Storia

### 1931-1960
Durante la stagione 1931 i Frankford Yellow Jackets (la squadra di Frankford, un sobborgo di Filadelfia) fallirono e dovettero ritirarsi. La lega cercò quindi una squadra che ne potesse prendere il posto e, dopo più di un anno, la franchigia venne assegnata ad una società guidata da Bert Bell e Lud Wray, in cambio di una tassa di ammissione di 2.500 dollari. La nuova squadra venne denominata Philadelphia Eagles ispirandosi alla blue eagle, il simbolo del National Recovery Act, il punto centrale del New Deal deciso dall'allora Presidente degli Stati Uniti Franklin Delano Roosevelt.
La squadra fu considerata una nuova franchigia data la discontinuità temporale con quella precedente. Inoltre, nessuno dei giocatori che avevano militato nei Yellow Jackets fece parte del primo roster degli Eagles. Questi, assieme ai Pittsburgh Steelers e agli ora scomparsi Cincinnati Reds, si unirono alla lega nel 1933.
Dal 1936, gli Eagles trasferirono il loro stadio di casa al Philadelphia Municipal Stadium. Dal 1940 si spostarono allo Shribe Park, sede che mantennero fino al 1957 (con la temporanea interruzione del 1941, stagione in cui ritornarono al Municipal Stadium) anche dopo che nel 1953 lo stadio cambiò denominazione in Connie Mack Stadium.
Durante il loro primi dieci anni di vita, gli Eagles arrancarono disputando sempre stagioni con record negativi. Nel 1943, in piena seconda guerra mondiale, la squadra si fuse temporaneamente con gli Steelers a causa della carenza di giocatori, formando così la squadra dei Phil-Pitt Eagles, conosciuta semplicemente come Steagles, fusione che durò solo per una stagione.
Alla fine degli anni 1940 il capo allenatore Earle "Greasy" Neale e il running back Steve Van Buren condussero la squadra a tre finali consecutive di campionato, due delle quali vinte nel 1948 e 1949. Gli Eagles furono inoltre l'unica squadra della NFL a vincere due finali consecutive senza concedere nemmeno un punto agli avversari, battendo i Chicago Cardinals per 7 a 0 nel 1948 e i Los Angeles Rams per 14 a 0 nel 1949.
Dopo la stagione 1957 gli Eagles si trasferirono dal Connie Mack Stadium al Franklin Field della Università della Pennsylvania, il primo stadio della NFL con superficie sintetica. La capienza della casa degli Eagles passò così da 39.000 spettatori a più di 60.000.
Nel 1960, Philadelphia vinse il suo terzo titolo sotto la guida dei futuri Hall of Famer Norm Van Brocklin e Chuck Bednarik, con Buck Shaw come capo allenatore. In quella occasione, gli Eagles furono l'unica squadra a sconfiggere i Green Bay Packers allenati da Vince Lombardi in una partita di play-off. Il risultato della finale fu di 17 a 13.

### 1961-1984
Dopo una buona stagione nel 1961, gli Eagles andarono in difficoltà nel 1962 e nel 1963 Jerry Wolman acquistò la franchigia che rivendette nel 1969 a
Leonard Tose per 16.155.000 dollari, all'epoca un record per una franchigia sportiva professionistica. Il primo atto di ufficiale di Tose fu il licenziamento dell'allenatore Joe Kuharich dopo il deludente risultato dei cinque anni precedenti (24 vittorie, 41 sconfitte e un pareggio). Venne nominato quindi come general manager l'ex ricevitore Pete Retzlaff e come nuovo allenatore Jerry Williams.
Dopo la fusione tra AFL e NFL del 1970, gli Eagles furono inseriti nella NFC East division con i loro rivali di sempre, i New York Giants, i Washington Redskins e i Dallas Cowboys. Nel 1976 venne ingaggiato l'allenatore Dick Vermeil, proveniente da UCLA, dopo che dal 1962 al 1975 avevano ottenuto solo una stagione vincente. A partire dal 1978 Vermeil ed il quarterback Ron Jaworski portarono gli Eagles a quattro partecipazioni consecutive ai play-off.

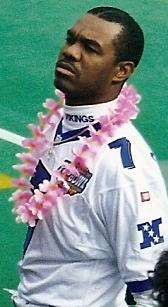
Randall Cunningham.

Nel 1980 gli Eagles di Vermeil, dopo aver vinto la loro division, parteciparono al loro primo Super Bowl, perdendo però contro gli Oakland Raiders. Nel gennaio del 1983 Tose annunciò che sua figlia, Susan Fletcher, lo avrebbe sostituito come proprietaria della squadra.

### 1985-1993
Nel 1985 Tose fu costretto a vendere gli Eagles a Norman Braman e Ed Leibowitz, due ricchi commercianti di automobili della Florida, per circa 65 milioni di dollari a causa dei suoi debiti di gioco contratti nei casinò di Atlantic City. Fino a metà degli anni 1980 la squadra arrancò sotto la guida del capo allenatore Marion Campbell e dovette subire una certa disaffezione da parte dei propri sostenitori.
Nel 1986 si assistette ad una certa ripresa con l'arrivo del nuovo allenatore Buddy Ryan, ma anche in questo periodo gli Eagles non riuscirono a vincere una sola partita di play-off. Ryan venne licenziato il 7 gennaio 1991 dopo una sconfitta nei play-off contro i Redskins e il coordinatore dell'attacco Rich Kotite fu chiamato tre giorni dopo a sostituirlo. Sebbene con Kotite la squadra fosse riuscita a vincere una partita di play-off contro i New Orleans Saints nella stagione 1992, all'allenatore non venne rinnovato il contratto dopo un'annata 1994 negativa nella quale, dopo una partenza con sette vittorie e due sconfitte, gli Eagles infilarono una serie di sette sconfitte consecutive, mancando così la qualificazione ai play-off.

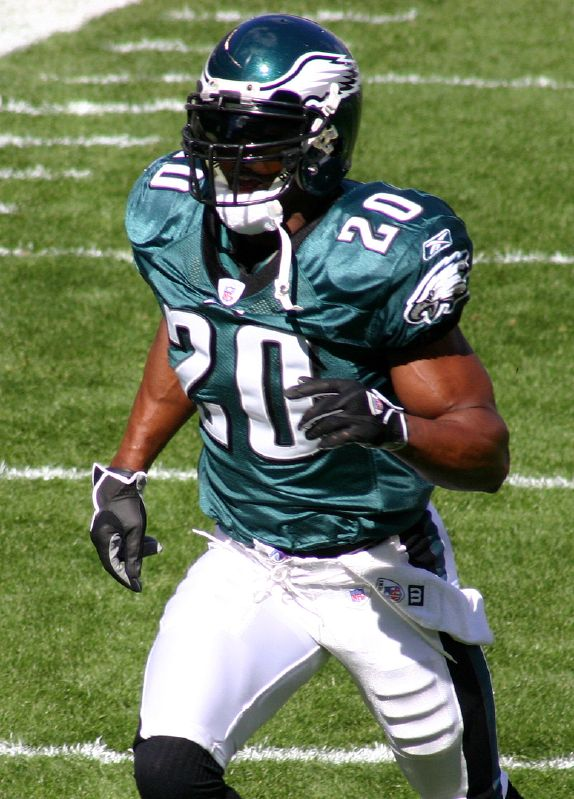
Brian Dawkins.

Dal 1988 al 1996 gli Eagles si qualificarono per sei volte su nove ai play-off, ma vinsero la loro division solo nel 1988. Tra i giocatori più importanti dell'attacco di quel periodo vi erano il quarterback Randall Cunningham, il tight end Keith Jackson ed il running back Herschel Walker. Il punto di forza della squadra fu la difesa, soprannominata dai tifosi Gang Green, e guidata da Reggie White, Jerome Brown, Clyde Simmons, Seth Joyner, Wes Hopkins, Mike Golic, Byron Evans, Eric Allen e Andre Waters.

### 1994-2012
Il 6 maggio 1994 Jeffrey Lurie acquistò gli Eagles da Norman Braman per circa 185 milioni di dollari (la squadra è stata valutata poco più di un miliardo di dollari nel 2010 dalla rivista Forbes, settimana tra le franchigie della NFL). Nella stagione 1999 gli Eagles assunsero Andy Reid come capo allenatore e nel draft scelsero il quarterback Donovan McNabb come secondo assoluto. Da quel momento la squadra continuò a migliorare ritornando a qualificarsi per i play-off nel 2000, riuscendo a vincere la division consecutivamente dal 2001 al 2004 e, dopo aver perso nel 2001 il titolo di conference contro i Saint Louis Rams, nel 2002 con i Tampa Bay Buccaneers (che avrebbero in quell'anno vinto il Super Bowl), e nel 2003 contro i Carolina Panthers, raggiunsero nella stagione 2004 il Super Bowl XXXIX, perso contro i New England Patriots per 24 a 21.

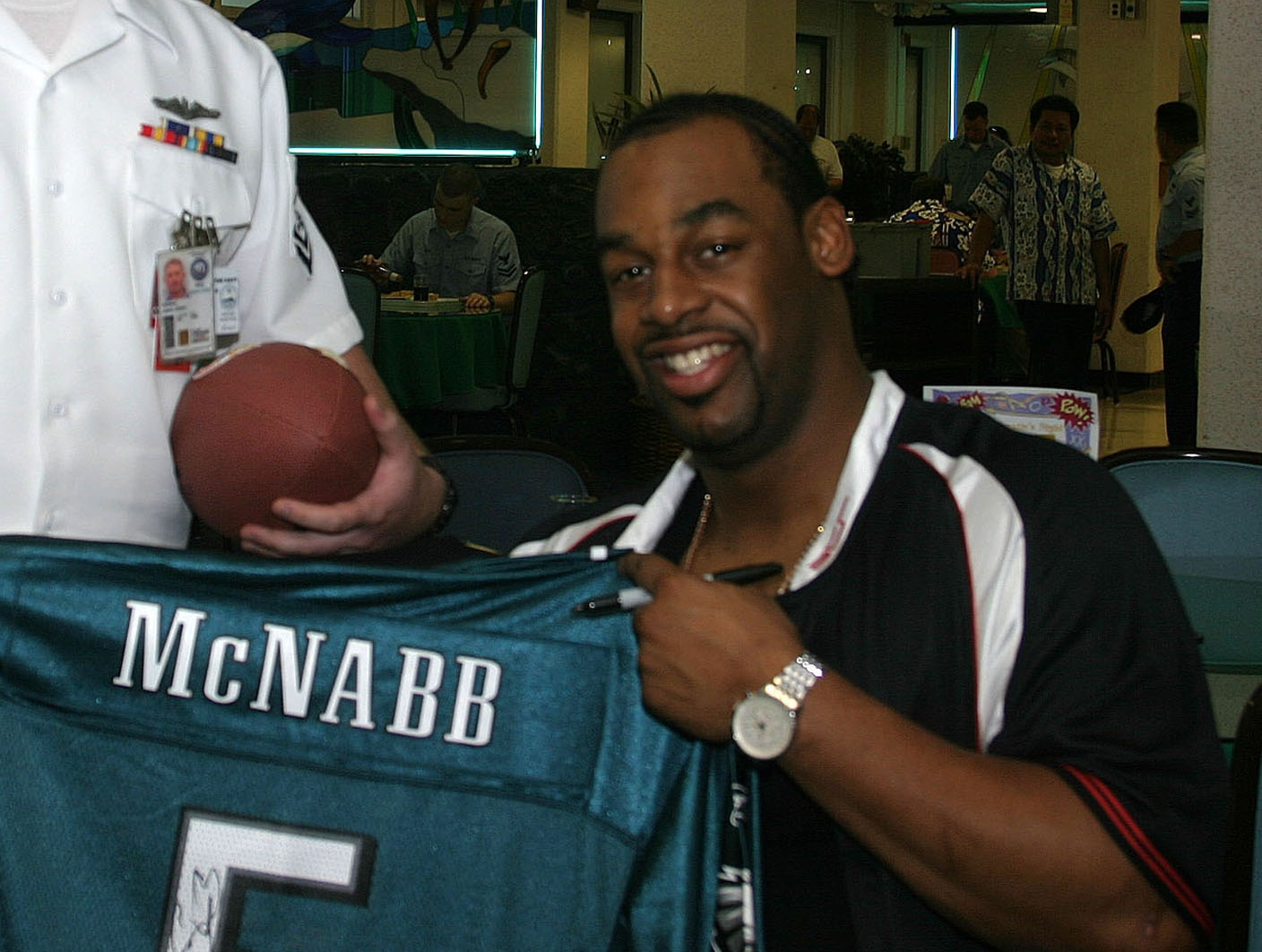
Donovan McNabb.

Nel 2006 la squadra raggiunse il suo quinto titolo di division con Reid come allenatore e nel 2008 vinse la sua 500ª partita nella lega. l'11 gennaio 2009 Philadelphia superò i campioni uscenti dei Giants nei play-off conquistando così il diritto a contendersi il titolo di conference per la quinta volta nell'arco degli ultimi otto anni, venendo però battuta dagli Arizona Cardinals.
Il 13 agosto 2009 gli Eagles ingaggiarono il quarterback Michael Vick e il 6 dicembre Reid divenne il quinto allenatore nella storia della NFL ad aver vinto almeno 100 partite con la stessa squadra in un solo decennio (gli altri quattro sono Tom Landry, Don Shula, Tony Dungy e Bill Belichick). Gli Eagles finirono la stagione regolare 2009 perdendo per 24 a 0 con i Cowboys ad Arlington, qualificandosi tuttavia per i playoff come wild card, dove persero nuovamente contro i Cowboys per 34 a 14.
L'11 gennaio 2010 Howie Roseman venne chiamato a sostituire come general manager Tom Heckert passato ai Cleveland Browns. Il 23 febbraio successivo venne svincolato, Brian Westbrook, primatista per yard corse (9.785) nella storia della franchigia e il 4 aprile il quarterback Donovan McNabb venne scambiato con i Washington Redskins per una scelta nel secondo giro del draft NFL 2010 (37ª complessiva) ed una nel terzo o quarto giro del draft NFL 2011. La squadra non tornò più ai playoff sotto la gestione Reid, terminando nel 2012 con un record di 4-12, il peggiore dal 1998, anno dopo il quale l'allenatore fu licenziato dopo quattordici stagioni.

### 2013-2015

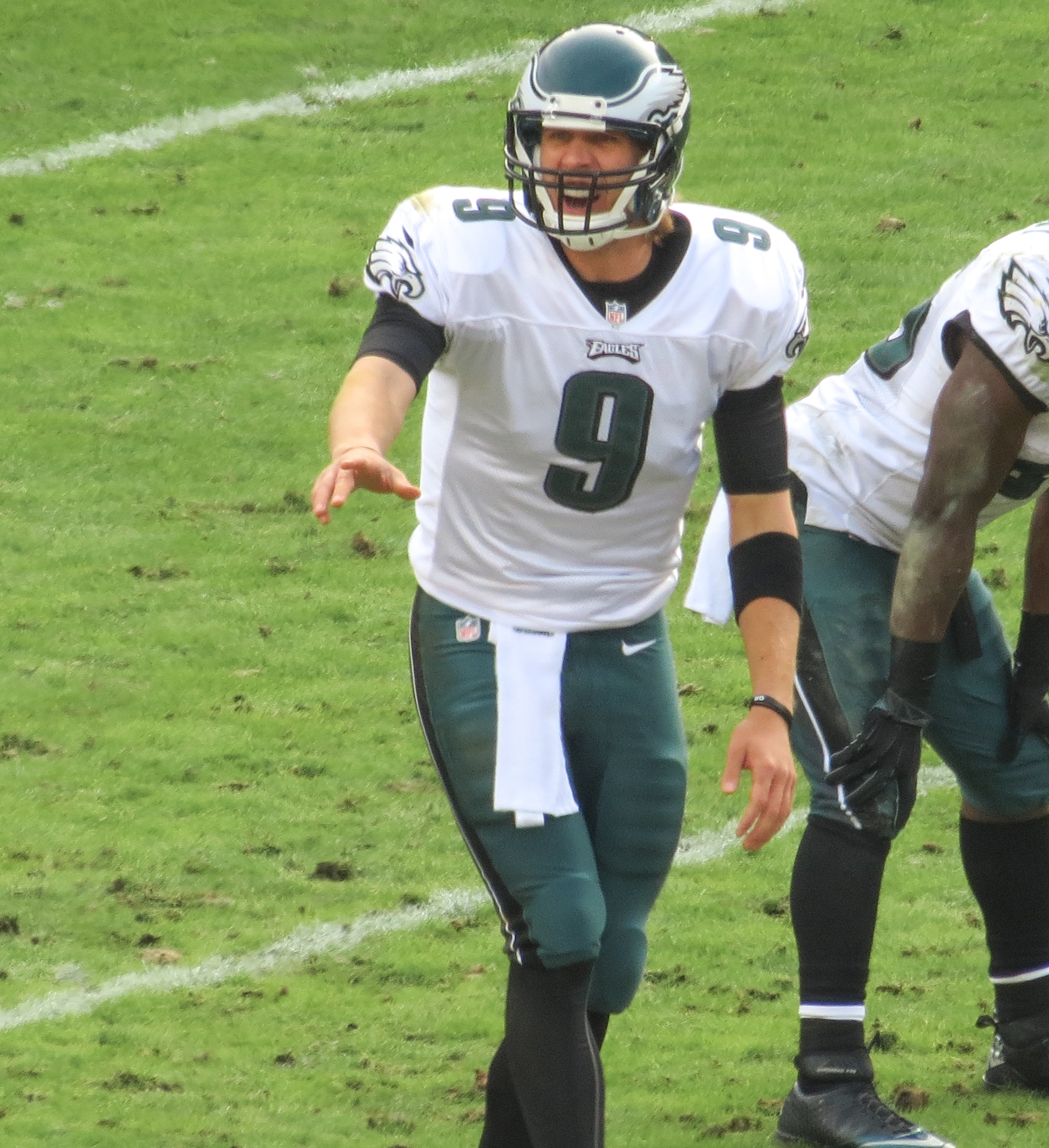
Nick Foles, quarterback titolare al Super Bowl LII

Il 16 gennaio 2013, l'ex allenatore dell'Università dell'Oregon, Chip Kelly, fu assunto come nuovo capo-allenatore dei Philadelphia Eagles. Nick Foles, quarterback al secondo anno di NFL, prese il posto di Micheal Vick come titolare, e la squadra tornò a vincere la propria division, qualificandosi per i playoff dove venne eliminata nel primo turno dai Saints.
La stagione 2014 iniziò positivamente, gli Eagles furono in testa nella loro division fin dalla prima settimana; dopo otto partite subirono un grave infortunio al collo del quarterback Foles, che fu sostituito nel resto della stagione da Mark Sanchez. Dopo la vittoria sui Dallas Cowboys nella settimana 13, gli Eagles rimasero soli in testa alla NFC East, con un record di 9-3. A quel punto però persero tre partite consecutive, l'ultima contro i Washington Redskins, che avevano un record di 3-11, e il club si ritrovò escluso dai playoff.
Dopo la conclusione della stagione 2014, Chip Kelly ebbe più potere decisionale, e procedette ad alcune scelte piuttosto discusse: vendette il running back LeSean McCoy (una bandiera della squadra, che aveva appena superato il record di yard corse per gli Eagles) scambiandolo con il linebacker Kiko Alonso, che Kelly conosceva dai tempi in cui allenava la squadra universitaria dell'Oregon, e che aveva saltato per infortunio l'intera stagione 2014. Kelly scambiò inoltre il quarterback Nick Foles con il pari ruolo dei Rams Sam Bradford, anche lui lontano dai campi di gioco per tutto il 2014 a causa della rottura di un legamento del ginocchio. Arrivò anche il running back DeMarco Murray, proveniente dai rivali di division Dallas Cowboys.
La stagione 2015 iniziò negativamente, con due sconfitte e con un infortunio a Murray. Nonostante il rientro di quest'ultimo, la stagione proseguì in modo altalenante, rimanendo comunque in corsa per il titolo di division visto il basso livello complessivo della NFC East. Nella penultima partita gli Eagles, con un record di 6-8, affrontarono i Washington Redskins, in testa alla division con una gara di vantaggio. Philadelphia fu superata per 38-24 e Kelly fu licenziato con una gara di anticipo rispetto al termine della stagione regolare.

### 2016-2020
Il 18 gennaio 2016 gli Eagles annunciarono che il nuovo allenatore capo sarebbe stato Doug Pederson, allenatore dell'attacco dei Kansas City Chiefs nelle ultime tre stagioni. In precedenza, Pederson aveva lavorato proprio negli Eagles per quattro anni, di cui due nel ruolo di allenatore dei quarterback. Nel draft la squadra scelse come secondo assoluto il quarterback Carson Wentz. La prima stagione con Pederson terminò con un bilancio di 7-9. L'anno successivo la squadra salì a un record di 13-3, guadagnando il vantaggio del fattore campo per tutti i playoff. Il 4 febbraio 2018 allo U.S. Bank Stadium di Minneapolis gli Eagles conquistarono il loro primo Super Bowl, l'edizione LII, per 41 a 33 contro i campioni uscenti, i New England Patriots. MVP della partita fu nominato il quarterback Nick Foles che aveva sostituito l'infortunato Wentz nel finale della stagione regolare.

### 2021-presente
Dopo essere stato nominato capo-allenatore degli Eagles nel 2021, Nick Sirianni inizió la ricostruire della squadra dopo una stagione deludente. Nel suo primo anno guidó la squadra a un record di 9-8, garantendosi un posto nei playoff come wild card, perdendo nel primo turno contro i Tampa Bay Buccaneers. Tra le note positive vi fu la crescita del quarterback Jalen Hurts e la transizione verso un attacco basato sul gioco di corsa, che guidò la NFL in yard corse.
Nel 2022, gli Eagles effettuarono un notevole salto di qualità, terminando la stagione regolare con un record di 14-3, il migliore della NFC, assicurandosi così la prima testa di serie nei playoff. Con un roster potenziato dall’acquisizione del wide receiver A.J. Brown e da una difesa competitiva, la squadra superò New York Giants e i San Francisco 49ers, guadagnandosi un posto al Super Bowl LVII. Nonostante una prestazione combattuta, gli Eagles furono  sconfitti dai Kansas City Chiefs per 38-35.
Dopo la delusione del Super Bowl, la stagione 2023 vide un promettente inizio seguito da un crollo nella seconda metà. La squadra apportó quindi significativi cambiamenti nello staff tecnico, licenziando il coordinatore offensivo Brian Johnson e il coordinatore difensivo Sean Desai. Inoltre, due pilastri della squadra, il centro Jason Kelce e il defensive tackle Fletcher Cox, annunciarono il loro ritiro.
La principale acquisizione del club prima della stagione 2024 fu il running back Saquon Barkley, che nella prima annata divenne il nono giocatore della storia a correre 2.000 yard in una stagione, venendo premiato come giocatore offensivo dell'anno. Nonostante un inizio altalenante con un record di 2-2, gli Eagles trovarono il loro ritmo dopo la settimana di riposo, vincendo 10 delle successive 11 partite, inclusa una striscia di 10 vittorie consecutive, la più lunga nella storia della franchigia. Con una netta vittoria per 41-7 sui Dallas Cowboys nella settimana 17, gli Eagles conquistarono il titolo della NFC East e si sono assicurarono la seconda testa di serie nei playoff della NFC. Nei playoff superarono i Green Bay Packers, i Los Angeles Rams e i Washington Commanders, qualificandosi per il Super Bowl LIX. In una rivincita contro Chiefs, gli Eagles trionfarono con un punteggio di 40-22, negando ai agli avversari la possibilità di vincere tre Super Bowl consecutivi e assicurandosi il loro secondo Lombardi Trophy. Con questa vittoria, Nick Sirianni divenne il primo allenatore di Philadelphia a guidare la squadra a due partecipazioni al Super Bowl, facendo registrare la più alta percentuale di vittorie tra gli allenatori della franchigia. MVP della partita fu Jalen Hurts che passó due touchdown e ne segnò uno su corsa.

### Cronistoria
La seguente è la lista delle ultime dieci stagioni degli Eagles.
| Cronistoria dei Philadelphia Eagles | Cronistoria dei Philadelphia Eagles | Cronistoria dei Philadelphia Eagles | Cronistoria dei Philadelphia Eagles | Cronistoria dei Philadelphia Eagles | Cronistoria dei Philadelphia Eagles | Cronistoria dei Philadelphia Eagles | Cronistoria dei Philadelphia Eagles | Cronistoria dei Philadelphia Eagles | Cronistoria dei Philadelphia Eagles | Cronistoria dei Philadelphia Eagles         |                              |
| Stagione di lega                    | Stagione di squadra                 | Lega                                | Conference                          | Division                            | Stagione regolare                   | Stagione regolare                   | Stagione regolare                   | Stagione regolare                   | Play-off | Premi individuali                           |                              |
| Stagione di lega                    | Stagione di squadra                 | Lega                                | Conference                          | Division                            | Pos.                                | V                                   | S                                   | P                                   | Play-off | Premi individuali                           |                              |
| ----------------------------------- | ----------------------------------- | ----------------------------------- | ----------------------------------- | ----------------------------------- | ----------------------------------- | ----------------------------------- | ----------------------------------- | ----------------------------------- | --- | ------------------------------------------- | ---------------------------- |
| 2008                                | 2008                                | NFL                                 | NFC                                 | East                                | 2                                   | 9                                   | 6                                   | 1                                   | V Wild Card Game contro i Minnesota Vikings (26-14) V Divisional play-off contro i New York Giants (23-11) S NFC Championship contro gli Arizona Cardinals (32-25)   |                                             |                              |
| 2009                                | 2009                                | NFL                                 | NFC                                 | East                                | 2                                   | 11                                  | 5                                   | 0                                   | S Wild Card Game contro i Dallas Cowboys (34-14) |                                             |                              |
| 2010                                | 2010                                | NFL                                 | NFC                                 | East                                | 1                                   | 10                                  | 6                                   | 0                                   | S Wild Card Game contro i Green Bay Packers (21-16) |                                             |                              |
| 2011                                | 2011                                | NFL                                 | NFC                                 | East                                | 2                                   | 8                                   | 8                                   | 0                                   | non disputati |                                             |                              |
| 2012                                | 2012                                | NFL                                 | NFC                                 | East                                | 4                                   | 4                                   | 12                                  | 0                                   | non disputati |                                             |                              |
| 2013                                | 2013                                | NFL                                 | NFC                                 | East                                | 1                                   | 10                                  | 6                                   | 0                                   | S Wild Card Game contro i New Orleans Saints (26-24) |                                             |                              |
| 2014                                | 2014                                | NFL                                 | NFC                                 | East                                | 2                                   | 10                                  | 6                                   | 0                                   | non disputati |                                             |                              |
| 2015                                | 2015                                | NFL                                 | NFC                                 | East                                | 2                                   | 7                                   | 9                                   | 0                                   | non disputati |                                             |                              |
| 2016                                | 2016                                | NFL                                 | NFC                                 | East                                | 4                                   | 7                                   | 9                                   | 0                                   | non disputati |                                             |                              |
| 2017                                | 2017                                | NFL                                 | NFC                                 | East                                | 1                                   | 13                                  | 3                                   | 0                                   | V Divisional play-off contro gli Atlanta Falcons (15-10) V NFC Championship contro i Minnesota Vikings (38-7) V Super Bowl LII contro i New England Patriots (41-33) | Nick Foles premiato come MVP del Super Bowl |                              |
| Totale                              | Totale                              | Totale                              | Totale                              | Totale                              | Totale                              | 562                                 | 592                                 | 26                                  | Record di stagione regolare | Record di stagione regolare                 | Record di stagione regolare  |
| Totale                              | Totale                              | Totale                              | Totale                              | Totale                              | Totale                              | 22                                  | 21                                  |                                     | Record dei play-off | Record dei play-off                         | Record dei play-off          |
| Totale                              | Totale                              | Totale                              | Totale                              | Totale                              | Totale                              | 584                                 | 613                                 | 26                                  | Stagione regolare e play-off | Stagione regolare e play-off                | Stagione regolare e play-off |

Legenda
- Vittoria nel Super Bowl (dal 1966)
- Vittoria nella lega (1920-1969)
- Vittoria nella Conference

- Vittoria nella Division
- Qualificazione al Wild Card Game (dal 1978)
- V = Vittorie

- S = Sconfitte
- P = Pareggi
- T = Posizione a pari merito

## Divise e colori

La bandiera di Filadelfia i cui colori vennero adottati dagli Eagles alla loro fondazione.

In origine i colori degli Eagles, indossati nelle loro prime stagioni, furono quelli della bandiera di Filadelfia, ossia l'azzurro e il giallo (colori che erano inoltre gli stessi dei Frankford Yellow Jackets, la squadra che gli Eagles avevano sostituito nella NFL).
Dopo una breve parentesi (dal 1941 al 1947) in cui l'azzurro divenne blu e il giallo fu sostituito dal verde, dal 1948 il colore distintivo degli Eagles divenne il kelly green (verde irlandese), che assieme al bianco e all'argento caratterizzò le divise della squadra fino al 1996. Sin dagli anni 1950, sui caschi figurò un'ala più o meno stilizzata, dapprima di colore argento su sfondo verde, o in alcune occasioni verde su sfondo bianco.
Dal 1996 i colori ufficiali degli Eagles sono: il midnight green (    ), l'argento (    ) e il bianco. In diverse occasioni le divise possono avere guarnizioni nere o antracite (    ). Sul casco è rappresentata un'ala bianca su sfondo midnight green.

## Giocatori importanti

### Membri della Pro Football Hall of Fame
Quello che segue è l'elenco delle personalità che hanno fatto parte dei Philadelphia Eagles che sono state ammesse nella Pro Football Hall of Fame con l'indicazione del ruolo ricoperto nella squadra, il periodo di appartenenza e la data di ammissione (secondo cui è stato ordinato l'elenco).
- Bert Bell, capo-allenatore dal 1933 al 1940, indotto nel 1963
- Steve Van Buren, halfback/safety dal 1944 al 1951, indotto nel 1965
- Chuck Bednarik, centro/linebacker dal 1949 al 1962, indotto nel 1967
- Alex Wojciechowicz, linebacker/centro dal 1946 al 1950, indotto nel 1968
- Earle "Greasy" Neale, capo allenatore dal 1941 al 1950, indotto nel 1969
- Pete Pihos, tight end dal 1947 al 1955, indotto nel 1970
- Bill Hewitt, tight end dal 1937 al 1939, indotto nel 1971
- Norm Van Brocklin, quarterback dal 1958 al 1960, indotto nel 1971
- Ollie Matson, running back dal 1964 al 1966, indotto nel 1972
- Jim Ringo, centro dal 1964 al 1967, indotto nel 1981
- Sonny Jurgensen quarterback dal 1957 al 1963, indotto nel 1983
- Mike Ditka, capo allenatore dal 1967 al 1968, indotto nel 1988
- Tommy McDonald, wide receiver dal 1957 al 1963, indotto nel 1998
- James Lofton, wide receiver nel 1993, indotto nel 2003
- Bob Brown, offensive tackle dal 1964 al 1968, indotto nel 2004.
- Reggie White, defensive end dal 1985 al 1992, indotto nel 2006.
- Art Monk, wide receiver nel 1995, indotto nel 2008.
- Richard Dent, defensive end nel 1997, indotto nel 2011.
- Cris Carter, wide receiver dal 1987 al 1989, indotto nel 2013.
- Claude Humphrey, defensive end dal 1979 al 1981, indotto nel 2014.
- Brian Dawkins, safety dal 1996 al 2008, indotto nel 2018.
- Harold Carmichael, wide receiver dal 1971 al 1983, introdotto nel 2020.

### Numeri ritirati
| Numeri ritirati dai Philadelphia Eagles |                 |            |           |
| N°                                      | Giocatore       | Ruolo      | Anni      |
| 5                                       | Donovan McNabb  | QB         | 1999-2009 |
| 15                                      | Steve Van Buren | HB         | 1944-51   |
| 20                                      | Brian Dawkins   | S          | 1996-2008 |
| 40                                      | Tom Brookshier  | DB         | 1953–61   |
| 44                                      | Pete Retzlaff   | RB, WR, TE | 1956–66   |
| 60                                      | Chuck Bednarik  | LB, C      | 1949–62   |
| 70                                      | Al Wistert      | OT         | 1943–51   |
| 92                                      | Reggie White(*) | DE         | 1985–92   |
| 99                                      | Jerome Brown(*) | DT         | 1987–91   |

Note:
- (*) Onore postumo.
- Malgrado i numeri non siano stati ritirati, nessuno ha indossato il numero 2 di David Akers o il 12 di Randall Cunningham da quando questi giocatori hanno lasciato gli Eagles.[17] Il proprietario Jeffrey Lurie durante il training camp degli Eagles del 2009 affermò che il 20 di Dawkins non sarebbe stato più assegnato ad alcun altro giocatore finché egli fosse stato proprietario.[18] Dopo il ritiro di Dawkins dalla NFL il 23 aprile 2012, gli Eagles annunciarono che avrebbero ritirato il suo numero.

### Premi individuali
| MVP della NFL |                   |       |
| Anno          | Giocatore         | Ruolo |
| 1960          | Norm Van Brocklin | QB    |

| MVP del Super Bowl |             |       |
| SB                 | Giocatore   | Ruolo |
| LII                | Nick Foles  | QB    |
| LIX                | Jalen Hurts | QB    |

| Giocatore offensivo dell'anno |                |       |
| Anno                          | Giocatore      | Ruolo |
| 2024                          | Saquon Barkley | RB    |

| Comeback Player of the Year |                    |       |
| Anno                        | Giocatore          | Ruolo |
| 1973                        | Roman Gabriel      | QB    |
| 1991                        | Jim McMahon        | QB    |
| 1992                        | Randall Cunningham | QB    |
| 2010                        | Michael Vick       | QB    |

| MVP del Pro Bowl |                    |       |
| Anno             | Giocatore          | Ruolo |
| 1953             | Chuck Bednarik     | C     |
| 1966             | Floyd Peters       | DT    |
| 1986             | Reggie White       | DE    |
| 1988             | Randall Cunningham | QB    |
| 2013             | Nick Foles         | QB    |

### Record di franchigia
Carriera
| Record in carriera |                   |        |
| Categoria          | Giocatore         | Numero |
| Yard passate       | Donovan McNabb    | 32.873 |
| TD passati         | Donovan McNabb    | 216    |
| Yard ricevute      | Harold Carmichael | 8.978  |
| TD su ric.         | Harold Carmichael | 79     |
| Yard corse         | LeSean McCoy      | 6.792  |
| TD su corsa        | Steve Van Buren   | 69     |

Stagionali
| Record stagionali |                |        |      |
| Categoria         | Giocatore      | Numero | Anno |
| Yard passate      | Carson Wentz   | 4.039  | 2019 |
| TD passati        | Carson Wentz   | 33     | 2017 |
| Yard ricevute     | A.J. Brown     | 1.496  | 2022 |
| TD su ric.        | Terrell Owens  | 14     | 2004 |
| Yard corse        | Saquon Barkley | 2.005  | 2024 |
| TD su corsa       | LeSean McCoy   | 17     | 2011 |

## Roster
| Roster dei Philadelphia Eagles |
| --- |
| Quarterback - 1 Jalen Hurts - 16 Tanner McKee - 7 Kenny Pickett Running Back - 26 Saquon Barkley - 14 Kenneth Gainwell - 28 Will Shipley Wide Receiver - 11 A.J. Brown - 80 Parris Campbell - 83 Jahan Dotson - 82 Ainias Smith - 6 DeVonta Smith - 89 Johnny Wilson Tight End - 81 Grant Calcaterra - 88 Dallas Goedert - 84 E.J. Jenkins Offensive Linemen - 77 Mekhi Becton RG - 69 Landon Dickerson LG - 74 Fred Johnson LT - 65 Lane Johnson RT - 51 Cam Jurgens C - 79 Trevor Keegan LG - 72 Darian Kinnard RT - 68 Jordan Mailata LT - 56 Tyler Steen RG - 64 Brett Toth G Defensive Linemen - 59 Thomas Booker DT - 98 Jalen Carter DT - 90 Jordan Davis DT - 55 Brandon Graham DE - 0 Bryce Huff DE - 97 Moro Ojomo DT - 93 Milton Williams DT Linebacker - 53 Zack Baun ILB - 42 Oren Burks ILB - 58 Jalyx Hunt OLB - 3 Nolan Smith OLB - 19 Josh Sweat OLB - 54 Jeremiah Trotter Jr. ILB Defensive Back - 32 Reed Blankenship FS - 21 Sydney Brown SS - 38 Lewis Cine FS - 33 Cooper DeJean CB - 8 C.J. Gardner-Johnson SS - 29 Avonte Maddox CB - 36 Tristin McCollum FS - 27 Quinyon Mitchell CB - 23 Eli Ricks CB - 22 Kelee Ringo CB - 34 Isaiah Rodgers CB - 2 Darius Slay CB Special Team - 4 Jake Elliott K - 49 Rick Lovato LS - 10 Braden Mann P Lista delle riserve - 24 James Bradberry CB (IR) - 73 Le'Raven Clark RT (IR) - 18 Britain Covey WR (IR-DRF) - 17 Nakobe Dean ILB (IR) - 75 Jack Driscoll - 61 Nick Gates C (IR) - -- Cameron Latu TE (Futures) - 47 C.J. Uzomah TE (IR-DRF) - 57 Ben VanSumeren ILB (IR) - 94 Byron Young DT (IR) Squadra di allenamento - 48 Khari Blasingame FB - 13 Ian Book QB - 46 Tariq Castro-Fields CB - 35 Ty Davis-Price RB - 52 Dallas Gant ILB - 41 Danny Gray WR - 96 Gabe Hall DT - 95 Charles Harris DE - 50 KJ Henry DE - 45 Ochaun Mathis OLB - 43 Nicholas Morrow ILB - 87 Nick Muse TE - 30 Parry Nickerson CB - 86 Kyle Philips WR - 31 Andre' Sam FS - 67 Laekin Vakalahi LT - 39 A.J. Woods CB Roster aggiornato al 9 febbraio 2025 53 attivi, 10 inattivi, 16 nella squadra di allenamento |
| Legenda - I rookie sono in corsivo. - Il primo ruolo è il principale mentre gli eventuali successivi indicano i ruoli secondari. - (IR) sta per Injured Reserve ed indica la lista ristretta per un solo giocatore infortunato che può tornare ad allenarsi dopo la settimana 6 e a rientrare in prima squadra dopo che questa ha giocato 8 partite. - (NF-Inj.) / (NF-Ill.) stanno rispettivamente per Non-Football Injured e Non-Football Illness ed indicano le liste dove viene inserito un giocatore che ha un infortunio o una malattia non dipendente dal football americano. - (PUP) sta per Physically Unable to Perform ed indica la lista dove viene inserito un giocatore mentre è in attesa di recuperare la condizione fisica. Nella stagione regolare dopo la sesta partita giocata dalla propria squadra, il giocatore ha tempo tre settimane per riprendere ad allenarsi, più tre settimane aggiuntive dal suo rientro agli allenamenti per rientrare in prima squadra. |

## Staff

### Allenatori
| Legenda | Legenda                                                       |
| ------- | ------------------------------------------------------------- |
| PA      | Partite allenate                                              |
| V       | Vittorie                                                      |
| S       | Sconfitte                                                     |
| P       | Pareggio                                                      |
| V%      | Percentuale di vittorie                                       |
|         | Ha trascorso l'intera sua carriera da allenatore con i Eagles |
|         | Eletto nella Pro Football Hall of Fame                        |

Note: Statistiche aggiornate a fine stagione 2022.
| Num.                | Nome            | Stagione/i | PA                | V                 | S                 | P                 | V%                | PA      | V       | S       | Successi                                                                 | Note |
| Num.                | Nome            | Stagione/i | Stagione regolare | Stagione regolare | Stagione regolare | Stagione regolare | Stagione regolare | Playoff | Playoff | Playoff | Successi                                                                 | Note |
| ------------------- | --------------- | ---------- | ----------------- | ----------------- | ----------------- | ----------------- | ----------------- | ------- | ------- | ------- | ------------------------------------------------------------------------ | ---- |
| Philadelphia Eagles |                 |            |                   |                   |                   |                   |                   |         |         |         |                                                                          |      |
| 1                   | Lud Wray        | 1933–1935  | 31                | 9                 | 21                | 1                 | .306              | –       | –       | –       |                                                                          |      |
| 2                   | Bert Bell       | 1936–1940  | 56                | 10                | 44                | 2                 | .196              | –       | –       | –       |                                                                          |      |
| 3                   | Greasy Neale    | 1941–1950  | 111               | 63                | 43                | 5                 | .590              | 4       | 3       | 1       | NFL Championship (1948, 1949) Sporting News NFL Coach of the Year (1948) |      |
| 4                   | Bo McMillin     | 1951       | 2                 | 2                 | 0                 | 0                 | 1.000             | –       | –       | –       |                                                                          |      |
| 5                   | Wayne Millner   | 1951       | 10                | 2                 | 8                 | 0                 | .200              | –       | –       | –       |                                                                          |      |
| 6                   | Jim Trimble     | 1952–1955  | 48                | 25                | 20                | 3                 | .552              | –       | –       | –       |                                                                          |      |
| 7                   | Hugh Devore     | 1956–1957  | 24                | 7                 | 16                | 1                 | .313              | –       | –       | –       |                                                                          |      |
| 8                   | Buck Shaw       | 1958–1960  | 36                | 19                | 16                | 1                 | .542              | 1       | 1       | 0       | NFL Championship (1960) NFL Coach of the Year (1960)                     |      |
| 9                   | Nick Skorich    | 1961–1963  | 42                | 15                | 24                | 3                 | .393              | –       | –       | –       |                                                                          |      |
| 10                  | Joe Kuharich    | 1964–1968  | 70                | 28                | 41                | 1                 | .407              | –       | –       | –       |                                                                          |      |
| 11                  | Jerry Williams  | 1969–1971  | 31                | 7                 | 22                | 2                 | .258              | –       | –       | –       |                                                                          |      |
| 12                  | Ed Khayat       | 1971–1972  | 25                | 8                 | 15                | 2                 | .360              | –       | –       | –       |                                                                          |      |
| 13                  | Mike McCormack  | 1973–1975  | 42                | 16                | 25                | 1                 | .393              | –       | –       | –       |                                                                          |      |
| 14                  | Dick Vermeil    | 1976–1982  | 101               | 54                | 47                | 0                 | .535              | 7       | 3       | 4       | Sporting News NFL Coach of the Year (1979)                               |      |
| 15                  | Marion Campbell | 1983–1985  | 47                | 17                | 29                | 1                 | .372              | –       | –       | –       |                                                                          |      |
| 16                  | Fred Bruney     | 1985       | 1                 | 1                 | 0                 | 0                 | 1.000             | –       | –       | –       |                                                                          |      |
| 17                  | Buddy Ryan      | 1986–1990  | 79                | 43                | 35                | 1                 | .551              | 3       | 0       | 3       |                                                                          |      |
| 18                  | Rich Kotite     | 1991–1994  | 64                | 36                | 28                | 0                 | .563              | 2       | 1       | 1       |                                                                          |      |
| 19                  | Ray Rhodes      | 1995–1998  | 64                | 29                | 34                | 1                 | .461              | 3       | 1       | 2       | NFL Coach of the Year (1995)                                             |      |
| 20                  | Andy Reid       | 1999–2012  | 224               | 130               | 93                | 1                 | .583              | 19      | 10      | 9       | NFL Coach of the Year (2002)                                             |      |
| 21                  | Chip Kelly      | 2013–2015  | 47                | 26                | 21                | 0                 | .553              | 1       | 0       | 1       |                                                                          |      |
| 22                  | Pat Shurmur     | 2015       | 1                 | 1                 | 0                 | 0                 | 1.000             | –       | –       | –       |                                                                          |      |
| 23                  | Doug Pederson   | 2016–2020  | 80                | 42                | 37                | 1                 | .531              | 6       | 4       | 2       | Vince Super Bowl LII                                                     |      |
| 24                  | Nick Sirianni   | 2021–oggi  | 34                | 23                | 11                | 0                 | .676              | 3       | 2       | 1       |                                                                          |      |

### Staff attuale
| Staff dei Philadelphia Eagles |
| --- |
| Organi dirigenziali - Chairman/CEO – Jeffrey Lurie - Presidente – Don Smolenski - General manager/vice presidente esecutivo – Howie Roseman - Assistente general manager – Jon Ferrari - Assistente general manager – Alec Halaby - Vice presidente senior/Tertiary football executive – Bryce Johnston - Consulente senior al general manager/chief security officer – Dom DiSandro - Vice presidente delle operazioni del football e strategia – Adam Berry - Vice presidente delle operazioni del football – Jeff Scott - Capo dello sviluppo del football e strategia – Connor Barwin - Vice presidente del personale dei giocatori – Charles Walls - Vice presidente del personale dei giocatori – Alan Wolking - Direttore del personale senior/consigliere del general manager – Dave Caldwell - Direttore del personale senior/consigliere del general manager – Matt Russell - Direttore degli osservatori senior – Brandon Hunt - Direttore degli osservatori del college senior – Anthony Patch - Direttore del personale dei giocatori – Phil Bhaya - Direttore delle operazioni del football/osservatori dei professionisti – Ameena Soliman - Direttore dell'analisi del football – James Gilman Capo allenatore - Capo-allenatore – Nick Sirianni - Assistente c.a./running back – Jemal Singleton Altri allenatori - Head athletic trainer – Tom Hunkele - Preparatore atletico – Fernando Noriega Allenatori dell'attacco - Coordinatore offensivo – Kevin Patullo - Coordinatore gioco sui passaggi - Parks Frazier - Quarterback – Scot Loeffler - Wide receiver – Aaron Moorehead - Tight end – Jason Michael - Coordinatore gioco sulle corse/offensive line – Jeff Stoutland - Assistente offensive line – Greg Austin - Assistente attacco – Montgomery VanGorder - Controllo qualità attacco– Eric Dickerson Allenatori della difesa - Coordinatore difensivo – Vic Fangio - Assistente difesa senior/defensive line – Clint Hurtt - Defensive end/outside linebacker – Jeremiah Washburn - Inside linebacker – Bobby King - Coordinatore gioco sui passaggi/defensive back – Christian Parker - Cornerback – Roy Anderson - Safety – Joe Kasper - Controllo qualità difesa/assistente linebacker – Ronell Williams - Assistente difesa – Tyler Yelk - Controllo qualità difesa – Tyler Scudder Allenatori dello special team - Coordinatore dello special team – Michael Clay - Assistente special team – Joe Pannunzio - Controllo qualità special team – Tyler Brown |